# Milionia lysistrata
Milionia lysistrata là một loài bướm đêm trong họ Geometridae.